# 科祖比夫卡 (多馬尼夫卡區)
47°32′24″N 31°8′36″E / 47.54000°N 31.14333°E
科祖比夫卡（烏克蘭語：Козубівка），是烏克蘭南部的村莊，隸屬尼古拉耶夫州的沃茲涅先斯克區。該村始建於1946年，面積1.44平方公里，海拔高度27米，2001年人口735，人口密度每平方公里510.4人。